# Bundestagswahlkreis Gifhorn – Peine
Der Bundestagswahlkreis Gifhorn – Peine (Wahlkreis 45) ist ein Wahlkreis in Niedersachsen. Er umfasst den Landkreis Peine sowie den Landkreis Gifhorn ohne die beiden Samtgemeinden Boldecker Land und Brome, die dem benachbarten Wahlkreis Helmstedt – Wolfsburg zugeordnet sind.  Die Abgrenzung des Wahlkreises ist in der Vergangenheit mehrfach geändert worden.

## Wahlkreisgeschichte
| Wahl      | Wahlkreisname      | Gebiet                                                                                                   |
| --------- | ------------------ | --- |
| 1949      | 32 Peine – Gifhorn | Südteil des Landkreises Gifhorn mit Gifhorn, Isenbüttel, Meine und Meinersen, Landkreis Peine, Wolfsburg |
| 1953–1961 | 54 Peine – Gifhorn | Südteil des Landkreises Gifhorn mit Gifhorn, Isenbüttel, Meine und Meinersen, Landkreis Peine, Wolfsburg |
| 1965–1972 | 40 Gifhorn         | Landkreis Gifhorn, Landkreis Peine, vom Landkreis Burgdorf das Gebiet um Uetze                           |
| 1976      | 40 Gifhorn         | Landkreis Gifhorn, Landkreis Peine, vom Landkreis Hannover die Gemeinde Uetze                            |
| 1980–1998 | 40 Gifhorn – Peine | Landkreis Gifhorn, Landkreis Peine                                                                       |
| 2002–2005 | 45 Gifhorn – Peine | Landkreis Gifhorn ohne die Samtgemeinden Boldecker Land und Brome, Landkreis Peine                       |
| 2009      | 46 Gifhorn – Peine | Landkreis Gifhorn ohne die Samtgemeinden Boldecker Land und Brome, Landkreis Peine                       |
| 2013      | 45 Gifhorn – Peine | Landkreis Gifhorn ohne die Samtgemeinden Boldecker Land und Brome, Landkreis Peine                       |

## Wahlkreisabgeordnete
| Wahl | Abgeordneter | Abgeordneter         | Partei | Stimmen in % |
| ---- | ------------ | -------------------- | ------ | ------------ |
| 1949 |              | Joachim Schöne       | SPD    | 34,3         |
| 1953 | 30,          | Joachim Schöne       | SPD    |              |
| 1957 |              | Arthur Enk           | CDU    | 38,1         |
| 1961 |              | Uwe-Jens Nissen      | SPD    | 43,0         |
| 1965 |              | Arthur Enk           | CDU    | 48,1         |
| 1969 |              | Philipp von Bismarck | CDU    | 48,6         |
| 1972 |              | Hermann Barche       | SPD    | 50,4         |
| 1976 |              | Philipp von Bismarck | CDU    | 48,3         |
| 1980 |              | Adolf Stockleben     | SPD    | 48,7         |
| 1983 |              | Engelbert Nelle      | CDU    | 50,7         |
| 1987 | 45,8         | Engelbert Nelle      | CDU    |              |
| 1990 | 48,3         | Engelbert Nelle      | CDU    |              |
| 1994 | 45,7         | Engelbert Nelle      | CDU    |              |
| 1998 |              | Hubertus Heil        | SPD    | 53,4         |
| 2002 | 54,2         | Hubertus Heil        | SPD    |              |
| 2005 | 51,1         | Hubertus Heil        | SPD    |              |
| 2009 | 40,5         | Hubertus Heil        | SPD    |              |
| 2013 | 43,3         | Hubertus Heil        | SPD    |              |
| 2017 | 37,8         | Hubertus Heil        | SPD    |              |
| 2021 | 43,7         | Hubertus Heil        | SPD    |              |
| 2025 | 33,9         | Hubertus Heil        | SPD    |              |

## Wahlergebnisse

### Bundestagswahl 2025
| Kandidaten                                             | Kandidaten                 | Parteien/Listen       | Erststimmen | Erststimmen | Zweitstimmen | Zweitstimmen |
| Kandidaten                                             | Kandidaten                 | Parteien/Listen       | Stimmen     | %           | Stimmen      | %            |
| ------------------------------------------------------ | -------------------------- | --------------------- | ----------- | ----------- | ------------ | ------------ |
|                                                        | Hubertus Heilgewählt im WK | SPD                   | 61.983      | 33,9        | 43.665       | 23,9         |
|                                                        | Marian Meyer               | CDU                   | 50.990      | 27,9        | 50.234       | 27,5         |
|                                                        | Danny Prieske              | Bündnis 90/Die Grünen | 11.761      | 6,4         | 17.421       | 9,5          |
|                                                        | Dirk-Heinrich Heuer        | FDP                   | 4.716       | 2,6         | 6.809        | 3,7          |
|                                                        | Robert Preuß               | AfD                   | 38.897      | 21,3        | 38.992       | 21,3         |
|                                                        | Victor Sherazee            | Die Linke             | 9.066       | 5,0         | 11.876       | 6,5          |
|                                                        | Matthias Laue              | Freie Wähler          | 2.664       | 1,5         | 1.404        | 0,8          |
|                                                        | –                          | Tierschutzpartei      | –           | –           | 2.327        | 1,3          |
|                                                        | –                          | dieBasis              | –           | –           | 543          | 0,3          |
|                                                        | –                          | Die PARTEI            | –           | –           | 804          | 0,4          |
|                                                        | –                          | Piraten               | –           | –           | 280          | 0,2          |
|                                                        | Anna-Marie Herrmann        | Volt                  | 1.656       | 0,9         | 1.047        | 0,6          |
|                                                        | –                          | PdH                   | –           | –           | 139          | 0,1          |
|                                                        | –                          | MLPD                  | –           | –           | 42           | 0,0          |
|                                                        | Siegfried Colberg          | Bündnis Deutschland   | 913         | 0,5         | 363          | 0,2          |
|                                                        | –                          | BSW                   | –           | –           | 6.986        | 3,8          |
| Gesamt                                                 | Gesamt                     | Gesamt                | 182.646     | 100         | 182.932      | 100          |
|                                                        |                            |                       |             |             |              |              |
| Ungültige Stimmen                                      | Ungültige Stimmen          | Ungültige Stimmen     | 1.205       | 0,7         | 919          | 0,5          |
| Wähler                                                 | Wähler                     | Wähler                | 183.851     | 84,7        | 183.851      | 84,7         |
| Wahlberechtigte                                        | Wahlberechtigte            | Wahlberechtigte       | 216.950     |             | 216.950      |              |
|                                                        |                            |                       |             |             |              |              |
| Quellen: Die Bundeswahlleiterin, Kandidaten – Ergebnis |                            |                       |             |             |              |              |

### Bundestagswahl 2021
Bei der Bundestagswahl 2021 sind für den Wahlkreis 45 21 Parteien mit Landeslisten und zwölf Kandidaten für das Direktmandat angetreten. Die Wahlbeteiligung lag bei 75,7 %.
| Direktkandidat              | Partei                         | Erststimmen in % | Zweitstimmen in % |
| --------------------------- | ------------------------------ | ---------------- | ----------------- |
| Ingrid Pahlmann             | CDU                            | 24,4             | 23,0              |
| Hubertus Heil               | SPD                            | 43,7             | 35,7              |
| Thomas Schellhorn           | FDP                            | 6,5              | 9,9               |
| Stefan Marzischewski-Drewes | AfD                            | 9,3              | 9,7               |
| Henrik Werner               | GRÜNE                          | 9,6              | 13,3              |
| Andreas Mantzke             | DIE LINKE                      | 2,2              | 2,5               |
| –                           | Die PARTEI                     | –                | 0,9               |
| Marika Orend                | Tierschutzpartei               | 1,7              | 1,4               |
| Wolfgang Gemba              | FREIE WÄHLER                   | 1,3              | 1,0               |
| –                           | PIRATEN                        | –                | 0,4               |
| –                           | NPD                            | –                | 0,1               |
| –                           | V-Partei³                      | –                | 0,1               |
| –                           | ÖDP                            | –                | 0,1               |
| –                           | MLPD                           | –                | 0,0               |
| –                           | DKP                            | –                | 0,0               |
| Marita Draheim              | dieBasis                       | 1,2              | 1,2               |
| –                           | du.                            | –                | 0,1               |
| Nadine Schladbeck           | LKR                            | 0,1              | 0,0               |
| –                           | Die Humanisten                 | –                | 0,1               |
| –                           | Team Todenhöfer                | –                | 0,4               |
| –                           | Volt                           | –                | 0,3               |
| Ute Vibeke Neumann          | Einzelbewerber                 | 0,1              | –                 |
| Angela Kunick               | Internationalistisches Bündnis | 0,0              | –                 |

### Bundestagswahl 2017
Quelle: Bundeswahlleiter.de
| Direktkandidat           | Partei           | Erststimmen in % | Zweitstimmen in % |
| ------------------------ | ---------------- | ---------------- | ----------------- |
| Ingrid Pahlmann          | CDU              | 36,1             | 33,8              |
| Hubertus Heil            | SPD              | 37,8             | 30,1              |
| Stefanie Maria Weigand   | GRÜNE            | 5,6              | 7,2               |
| Klaus Brinkmann          | DIE LINKE.       | 5,3              | 6,1               |
| Holger Flöge             | FDP              | 4,8              | 8,4               |
| Rupert Ostrowski         | AfD              | 9,9              | 10,9              |
| –                        | PIRATEN          | –                | 0,4               |
| –                        | NPD              | –                | 0,3               |
| –                        | Tierschutzpartei | –                | 0,9               |
| –                        | FREIE WÄHLER     | –                | 0,3               |
| Peter Volker Kunick      | MLPD             | 0,2              | 0,1               |
| –                        | BGE              | –                | 0,1               |
| –                        | DiB              | –                | 0,1               |
| –                        | DKP              | –                | 0,0               |
| –                        | DM               | –                | 0,2               |
| –                        | ÖDP              | –                | 0,1               |
| –                        | Die Partei       | –                | 0,9               |
| –                        | V-Partei³        | –                | 0,2               |
| Klaus-Dieter Schlottmann | Bündnis C        | 0,4              | –                 |

### Bundestagswahl 2013
Zur Wahl am 22. September wurden 14 Landeslisten zugelassen.
Daneben hat der Kreiswahlausschuss neun Direktkandidaten zugelassen.
Quelle: Bundeswahlleiter.de
| Direktkandidat           | Partei           | Erststimmen in % | Zweitstimmen in % |
| ------------------------ | ---------------- | ---------------- | ----------------- |
| Ingrid Pahlmann          | CDU              | 42,1             | 40,2              |
| Hubertus Heil            | SPD              | 43,3             | 36,1              |
| Ernst Schreiber          | FDP              | 1,4              | 3,5               |
| Monika Berkhan           | GRÜNE            | 4,8              | 7,4               |
| Jürgen Eggers            | DIE LINKE.       | 4,3              | 4,7               |
| Matthias Stoll           | PIRATEN          | 1,9              | 1,8               |
| David Grahn              | NPD              | 1,2              | 0,9               |
| –                        | Tierschutzpartei | –                | 0,8               |
| –                        | MLPD             | –                | 0,0               |
| –                        | AfD              | –                | 3,6               |
| –                        | pro Deutschland  | –                | 0,1               |
| –                        | REP              | –                | 0,1               |
| Mathias Djelassi         | FREIE WÄHLER     | 0,6              | 0,4               |
| Klaus-Dieter Schlottmann | PBC              | 0,5              | 0,4               |

### Bundestagswahl 2009
Quelle: Bundeswahlleiter.de
| Direktkandidat | Partei           | Erststimmen | Zweitstimmen |
| -------------- | ---------------- | ----------- | ------------ |
| Hubertus Heil  | SPD              | 40,5 %      | 32,9 %       |
| Ewa Klamt      | CDU              | 37,0 %      | 33,3 %       |
| Holger Flöge   | FDP              | 6,3 %       | 11,2 %       |
| Rolf Bräuer    | GRÜNE            | 6,0 %       | 8,9 %        |
| Jürgen Eggers  | DIE LINKE.       | 7,3 %       | 8,4 %        |
|                | PIRATEN          | –           | 2,1 %        |
| Uwe Kallweit   | NPD              | 1,3 %       | 1,2 %        |
| Detlef Haar    | RRP              | 0,8 %       | 0,9 %        |
|                | Tierschutzpartei | –           | 0,8 %        |
| Ute V. Neumann | K:Neumann        | 0,5 %       | –            |
| Sonstige       | Sonstige         | 0,2 %       | 0,2 %        |

### Bundestagswahl 2005
| Direktkandidat  | Partei     | Erststimmen | Zweitstimmen |
| --------------- | ---------- | ----------- | ------------ |
| Hubertus Heil   | SPD        | 51,1 %      | 46,4 %       |
| Eva Möllring    | CDU        | 36,8 %      | 32,4 %       |
| Reinhard Wolf   | GRÜNE      | 3,3 %       | 6,1 %        |
| Holger Flöge    | FDP        | 3,1 %       | 8,1 %        |
| Mathias Schwang | Die Linke. | 3,5 %       | 4,2 %        |
| Sonstige        | Sonstige   | 0,1 %       | 2,8 %        |